# Évora (distrikt)
Distrito de Évora (svenska: distriktet Évora)  är ett av Portugals 18 distrikt. Dess residensstad är Évora, 108 km sydost om Lissabon.
Distriktet ligger i södra Portugal.
Det gränsar i norr till Santarém och Portalegre, i väst till Setúbal, i söder till Beja, i öst till Spanien. 
Distriktet har 173 408 invånare och en yta på 7 393 kvadratkilometer.

## Kommuner
Évoras distrikt omfattar 14 kommuner.
- Alandroal
- Arraiolos
- Borba
- Estremoz
- Évora
- Montemor-o-Novo
- Mora
- Mourão
- Portel
- Redondo
- Reguengos de Monsaraz
- Vendas Novas
- Viana do Alentejo
- Vila Viçosa